# 배동 삼릉
배동 삼릉(拜洞 三陵)은 대한민국 경상북도 경주시 배동에 있는, 신라 시대 왕릉군이다. 1971년 4월 28일 대한민국의 사적 제219호 배리삼릉으로 지정되었으나, 2011년 현재의 명칭으로 변경되었다.
경주 남산의 서쪽 기슭에 동서로 3개의 왕릉이 나란히 있다. 아래서부터 신라 8대 아달라왕, 53대 신덕왕, 54대 경명왕 등 박씨 3왕의 무덤이라 전하나 확실한 기록은 없다.
근처 북쪽에 포석정이, 남쪽에 경애왕릉이 있다.

## 개요
경주 배동 삼릉은 경주 남산의 서쪽 기슭에 동서로 3개의 왕릉이 나란히 있어 붙여진 이름으로, 밑으로부터 신라 8대 아달라왕, 53대 신덕왕, 54대 경명왕 등 박씨 3왕의 무덤이라 전하고 있다. 무덤은 모두 원형으로 흙을 쌓아올린 형태를 하고 있다.
신덕왕릉이라 전해오는 가운데의 무덤은 1953년과 1963년에 도굴 당하여, 내부를 조사한 결과 굴식돌방무덤(횡혈식석실묘)임을 확인하였다. 무덤에는 돌방 벽면에 병풍을 돌려 세워 놓은 것처럼 동·서 양벽의 일부에 색이 칠해져 있는데, 이것은 본격적인 벽화는 아니지만 벽화가 그려지지 않은 경주의 신라 무덤에서는 처음 발견되는 것으로 주목되는 자료이다. 색은 붉은색, 황색, 백색, 군청색, 감청색으로 되어있고, 12폭으로 되어있다.
경주 배동 삼릉의 주인공이 신라의 박씨 3왕이라 전하고 있지만 확실한 기록은 없고 신라 초기의 아달라왕과 신덕왕, 경명왕 사이에는 무려 700여년의 차이가 있어 이들의 무덤이 한곳에 모여있다는 사실은 받아들이기 어렵다. 또한 신라 초기에는 이와 같은 대형무덤 자체가 존재하지 않았었다.

## 같이 보기
- 경애왕릉
- 삼릉

## 참고 자료
- 배동 삼릉 - 국가유산청 국가유산포털